# 美姿藓科
美姿藓科（学名：Timmiaceae）为真藓目的一个科。

## 下级分类
本科包括以下属：
- Grevilleanum Beck & Emmons, 1826
- 美姿藓属 Timmia Hedw.